# Stadtwerke Neuss
Die Stadtwerke Neuss GmbH, kurz swn, ist ein Dienstleistungskonzern in der Stadt Neuss, der Bürger und Unternehmen mit Energie, Wasser sowie Verkehrs- und Freizeitdienstleistungen versorgt. Die Stadtwerke betreiben unter anderem den ÖPNV, drei Bäder und eine Eissporthalle in der Stadt. Das Verkehrsunternehmen ist Mitglied des Verkehrsverbunds Rhein-Ruhr (VRR).
Gegründet wurden die Stadtwerke am 19. Juni 1923. In den 1980er Jahren wurden sie als Eigenbetrieb der Stadt ausgegliedert und am 8. Juli 1991 in eine GmbH umgewandelt. Derzeit werden rund 491 Mitarbeiter beschäftigt.

## Versorgung
Die Stadtwerke Neuss versorgen das Stadtgebiet und das Umland mit Strom, Erdgas, Fernwärme und Trinkwasser. Die Versorgungsgebiete unterscheiden sich dabei voneinander.
Für die Versorgungsdienstleistungen ist die Beteiligungsgesellschaft Stadtwerke Neuss Energie und Wasser GmbH (EuW) zuständig. An der Gesellschaft sind die Stadtwerke Neuss mit 60,1 %, RWE mit 24,9 % und die Thüga AG mit 15 % beteiligt.

### Strom
Die EuW ist Konzessionsinhaber der Stromnetze in Neuss. Die Stromnetze sind seit dem 1. Januar 2014 an die RWE Deutschland AG verpachtet.
Die Stromlieferungen im Jahr 2012 betrugen 260 GWh an Privat- und Gewerbekunden sowie 53 GWh an Geschäftskunden.
Die Stadtwerke Neuss liefern RECS zertifizierten Strom an ihre Endkunden aus.

### Erdgas
Die Stadtwerke betreiben ein Gasnetz von insgesamt 496 Kilometern Länge mit 32.788 installierten Zählern. Die Absatzmengen im Jahr 2012 betrugen 775 GWh für Tarifkunden und 1.051 GWh für Sondervertragskunden.

### Fernwärme
Eine Fernwärmeversorgung besteht für den Neusser Stadtteil Allerheiligen. Die Wärme, die für Raumheizung und Warmwasserbereitung genutzt wird, wird aus dem größten Aluminium-Walzwerk der Welt, der Aluminium Norf GmbH ausgekoppelt. Das partnerschaftliche Projekt zwischen Industrieunternehmen und Versorger ist von höchster Innovation und wurde von dem Leitprojekt „Landesinitiative Zukunftsenergien NRW“ in besonderem Maße anerkannt.
Die Netzeinspeisung betrug im Jahr 2012 etwa 22 GWh bei einer Absatzmenge von 15,4 GWh. Das Netz verfügt über eine Länge von 15 Kilometer mit 789 Hausstationen.

### Wasser
Im Neusser Stadtgebiet werden mehr als 114.000 Einwohner mit Trinkwasser versorgt. Etwa die Hälfte des Wassers wird im Wasserwerk Broichhof gewonnen – der Rest wird fremdbezogen. Die gesamte Netzeinspeisung betrug im Jahr 2012 rund 6,7 Mio. m³.

## Verkehr

### Straßenbahn
Die erste Straßenbahnverbindung in Neuss bestand seit dem 21. Dezember 1901 durch die Linie B der Rheinbahn AG. Da diese Strecke mit rund einer Million Fahrgästen pro Jahr recht erfolgreich war, beschloss die Stadt Neuss 1903 eine eigene Straßenbahn einzurichten. 1904 wurde zu diesem Zweck ein Elektrizitätswerk gebaut und nachdem Anfang 1909 die Gleise der Preußischen Staatseisenbahn am Hauptbahnhof höher gelegt worden waren, beschloss die Stadt am 12. Januar eine Straßenbahn zu bauen. Am 24. Dezember 1910 wurde die rund 4,7 km lange Strecke vom Depot Neusserfurth über die Venloer Straße, die Further Straße, dem Bahnhof, die Krefelder Straße, die Niederstraße, die Oberstraße und die Augustinusstraße zum Alexianerplatz eröffnet.
Erst 14 Jahre später begann man, die Strecke zu verlängern. Im August 1924 starteten die Bauarbeiten für eine Verbindung nach Kaarst im Nordwesten und nach Grimlinghausen im Südosten von Neuss. Der 3,5 km lange Abschnitt nach Kaarst wurde am 7. Februar 1925 eröffnet und besaß einen eigenen Bahnkörper neben der Straße. Am 19. Juni wurde der 2,8 km lange Abschnitt nach Leuchtenberg, dem heutigen Sporthafen, dem Verkehr übergeben. Zwei Monate später, am 29. August, war die notwendige Brücke über die Erft fertiggestellt, und der letzte rund 0,75 km lange Abschnitt nach Grimlinghausen konnte in Betrieb gehen. Zudem richtet man im November am Hauptbahnhof ein kurzes Stumpfgleise vor das Hauptgebäude ein, welches von der Linie 3 als Endstelle genutzt wurde. Somit gab es Ende 1925 drei Linien der Stadt Neuss:
| Linie | Linienweg |
| ----- | --- |
| 1     | Neusserfurth – Venloer Straße – Further Straße – Niederstraße – Alexianerplatz                                             |
| 2     | Kaarst – Neusser Straße – Kaarster Straße – Neusserfurth – Venloer Straße – Further Straße – Niederstraße – Alexianerplatz |
| 3     | Bahnhof – Niederstraße – Alexianerplatz – Kölner Straße – Bonner Straße – Grimlinghausen                                   |

Geplant war für die nächsten Jahre unter anderem die Verlängerung von Kaarst nach Schiefbahn, die aber nicht realisiert wurde. 1926 wurde zwischen Neusserfurth und Bahnhof sowie zwischen Obertor und Alexianerplatz die Strecke zweigleisig ausgebaut. Weitere Strecken sollten nach Süden und Westen verlaufen. Eine sollte über Reuschenberg, Glehn und Liedberg und eine weitere über Holzheim, Hülchrath, Grevenbroich, Schelsen und Giesenkirchen nach Rheydt führen. Von diesen beiden Strecken wurde nur ein kurzer Abschnitt über die Bergheimer Straße zur Eichendorffstraße umgesetzt. Nach der Eröffnung am 6. Dezember 1928 verkehrte hierhin die Linie 3. Deren Endpunkt verlegte man zudem vom Bahnhof zur Neusserfurth. Eine weitere Planung, die nie realisiert wurde, war eine Verlängerung von Grimlinghausen über Uedesheim und Dormagen nach Köln.
Am 12. Oktober 1925 wurde die Rheinbrücke im Süden von Neuss dem Verkehr übergeben. Die Rheinbahn betrieb nun die Linie 16 als Ringlinie zwischen Düsseldorf und Neuss. Da sich die Stadt Neuss eine Beteiligung an der Rheinbahn gesichert hatte, verkehrte nun die Linie 16 als Gemeinschaftslinie.
Bis in das Jahr 1957 änderte sich am ÖPNV in der Stadt nichts. Erst am 20. August 1957 wurden in der Eichendorffstraße neue Gleise für eine Endschleife verlegt. Dabei wurde die Strecke um einige Meter verlängert und sollte später bis zur Schillerstraße/Weberstraße weiter gebaut werden, was allerdings nie geschah. Am 22. November des Jahres stellte man stattdessen die Linie 3 ein. Nach erheblichen Bürgerprotesten musste man diese aber am 11. August 1959 reaktivieren.
Planungen sahen bereits 1957 vor, das im Entstehen befindliche Wohngebiet Vogelsang mit einer Straßenbahn anzubinden. Dazu sollte die Straßenbahnstrecke um 600 Meter durch die Furtherhofstraße verlängert werden und in einer Wendeschleife enden. Daraus wurde jedoch nichts.
Nachdem die Bürger der Stadt Kaarst sich gegen die Straßenbahn gewandt hatten und die Betriebserlaubnis 1961 nur noch bis 1964 verlängert worden war, stellte man nach einem Beschluss vom 24. März 1963 die Linien 2 und 3 endgültig ein. Somit verkehrte nur noch die Linie 1 und endete an einer neu gebauten Wendeschleife mit Waschanlage neben dem Depot auf der Neusserfurth. Zudem wurde der Takt auf der Linie 1 geändert. Fuhr sie bisher nur alle 30 Minuten und ergänzte so die ebenfalls alle 30 Minuten verkehrende Linie 2 und die alle 10 Minuten verkehrende Linie 3, wurde die Linie 1 nun zur Hauptschlagader des Neusser Nahverkehres und verkehrte zwischen Neusserfurth und Stadthalle alle 7½ Minuten sowie ab Stadthalle bis Grimlinghausen alle 15 Minuten. An diesem Grundtakt hat sich bis heute nur wenig geändert und wird durch die Überlagerung der heutigen Buslinien 843/844 und 851/852 erreicht, die sich am Zolltor verzweigen.
Am 4. März 1970 regelte man mit der Rheinbahn die Übernahme der durch die Linie 16 befahrenen Strecke und stellte am 7. August 1971 die Linie 1 ein.
Die modernen Großraumtriebwagen und Gelenkwagen wurden an die Rheinbahn verkauft, während einige Zwei- und Dreiachser-Triebwagen an das Straßenbahn-Museum Hannover gingen, die jedoch im Zuge von Konkurs und Umstrukturierung bis auf Triebwagen 17 (der heute von der Arbeitsgemeinschaft historischer Nahverkehr Düsseldorf (Linie D) betriebsfähig erhalten wird und von den Stadtwerken Neuss für Sonderfahrten gerne angemietet wird) verschrottet wurden. Den Beiwagen erging es ähnlich, jedoch fanden die vier DüWag-Leichtbeiwagen noch eine Heimat in Duisburg und wurden dort erst 1981 verschrottet.
Nach Einstellung der Straßenbahn, von der wenige Relikte erhalten sind,  war die Rheinbahn wie in den Jahren 1901–1910 wieder der alleinige Betreiber in Neuss. Im Zuge einer Linienänderung wurden aus der Gemeinschaftsrundlinie 16/26 die Linie 5, welche nach der Gründung des VRR im Januar 1980 in 705 umbenannt wurde. Wenig später stellte die Rheinbahn mit den Umbauten der Gleisschleifen an der Stadthalle und am Theodor-Heuss-Platz das komplette Straßenbahnliniennetz in Neuss um. So wurde die bisher am Düsseldorfer Südfriedhof endende Linie 709 bis zum Theodor-Heuss-Platz verlängert und die HVZ-Linie 719 bis Neuss Hbf, die jedoch nach Abschluss der Umbauten an der Stadthalle bis dorthin zurückgezogen wurde. Die Linie 705 endete nun an der Stadthalle.
Als 1993 der Düsseldorfer U-Bahn-Tunnel zwischen Düsseldorf Hbf und Lierenfeld betriebsbereit war, wurde die Linienbezeichnung 705 in U 75 geändert. Eine weitere Änderung trat ab 1997 in Kraft, als die Stadt Neuss nicht mehr billigte, die Linie U 75 durch die Innenstadt zur Stadthalle weiterfahren zu lassen. Als Gründe gab man an, dass die Innenstadt verkehrsruhiger gestaltet werden sollte. Dadurch wurden am Hauptbahnhof zwei neue Abstell- und Wendegleise gebaut und die Endhaltestelle von der Stadthalle zum Hbf verlegt. Einzige Ausnahme war die Straßenbahnlinie 709, um die bis zum 13. Mai 2007 gestritten wurde. Bei einem Ratsbürgerentscheid entschieden sich die Bürger für den Verbleib der Straßenbahnlinie 709. Um beidem gerecht zu werden, wird die Linie 709 nun nach dem Umbau der Innenstadt vom Rathaus bis auf Höhe der Krefelder Str. eingleisig geführt.
Von 1994 bis Ende 2013 verkehrte statt der Linie 719 die Linie 704 über die Südbrücke in der HVZ zur Stadthalle in Neuss.
Anfang 2014 wurde die Linie 704 dann still und heimlich auf dem Abschnitt Südfriedhof – Neuss Stadthalle eingestellt, was zu heftigen Protesten führte, die jedoch ungehört blieben.
Seitens der Rheinbahn ist langfristig eine zweite Stadtbahnlinie (U 81) geplant, die mit einer neuen Rheinbrücke zum Flughafen Düsseldorf über Lörick und Heerdt bis nach Neuss ins Gewerbegebiet Hammfeld I führen soll. Zur Zeit stellt das Land NRW nicht genügend Fördermittel zur Verfügung, um diese Linie  bis Neuss realisieren zu können. Des Weiteren überlegt man, die Linie bis zum S-Bahn-Haltepunkt NE-Rheinpark-Center zu verlängern.
| Linie | Linienweg |
| ----- | --- |
| 709   | D-Gerresheim, Krankenhaus – Grafenberg, Staufenplatz – Düsseldorf Hbf – Graf-Adolf-Platz – NE-Stadthalle – Neuss Hbf – Theodor-Heuss-Platz     |
| U 75  | D-Eller, Vennhauser Allee – Eller Mitte – Düsseldorf Hbf – Heinr.-Heine-Allee – D-Oberkassel – D-Heerdt, Handweiser – NE-Am Kaiser – Neuss Hbf |
| U 81  | Ratingen – D-Flughafen – Messe – Lörick – Heerdt – Neuss Hbf – Hammfelddamm (Rheinpark-Center )                                                |

### Oberleitungsbus
1948 wollte man die an der Eichendorffstraße endende Straßenbahnlinie 3 weiter nach Reuschenberg verlängern. Jedoch gab es zu jener Zeit weder Schienen, Straßenbahntriebwagen noch Omnibusse zu kaufen. In den Trümmern des Henschel-Werkes wurden fast fertiggestellte O-Busse geborgen und am Markt waren Fahrleitungsanlagen günstig zu haben, so dass sich die Stadt Neuss schnell zum Bau einer Obusstrecke entschloss.
Am 23. August 1948 wurde auf der Strecke zwischen der Zollstraße und Reuschenberg (Schlagbaum) eine zweigleisige Oberleitungsbusstrecke sowie ein O-Bus-Depot in Reuschenberg auf der Aurinstraße eingerichtet. Neuss hatte als eine der wenigen Städte Deutschlands mit unter 100.000 Einwohner neben dem Omnibus und der Straßenbahn ein drittes Beförderungsmittel. In den nächsten sechs Jahren verlängerte man das Netz weiter, beginnend mit dem Abschnitt von Reuschenberg nach Weckhoven.
| Eröffnungsdatum   | Strecke                      | Länge  |
| ----------------- | ---------------------------- | ------ |
| 23. August 1948   | Zollstraße – Reuschenberg    | 4 km   |
| 23. Dezember 1948 | Reuschenberg – Weckhoven     | 1 km   |
| 23. Januar 1950   | Reuschenberg – Holzheim      | 1,5 km |
| 30. März 1953     | Weckhoven – Hoisten          | 1 km   |
| 2. Mai 1954       | Zollstraße – Danziger Straße | 1 km   |

Die Streckenabschnitte Reuschenberg – Holzheim und Reuschenberg – Weckhoven – Hoisten waren nur einspurig angelegt worden und in Holzheim wendeten die O-Busse in einem Wendedreieck.
Damit hatte das O-Bus-Netz 1954 seine größte Ausdehnung erreicht und hatte eine Streckenlänge von 9,5 km sowie einer Linienlänge von 17,8 km. Somit verkehrten nun drei O-Bus-Linien:
| Linie | Linienweg                                                             |
| ----- | --------------------------------------------------------------------- |
| 21    | Omnibusbahnhof – Reuschenberg                                         |
| 22    | Danziger Straße – Omnibusbahnhof – Reuschenberg – Weckhoven – Hoisten |
| 23    | Danziger Straße – Omnibusbahnhof – Reuschenberg – Holzheim            |

Auf der Hauptstrecke Zollstraße – Schlagbaum verkehrten die O-Busse alle 20 Minuten. Zur Danziger Straße (heutige Haltestelle DEHOGA) wurde in der HVZ alle 10 Minuten gefahren. Ab Schlagbaum fuhr jeder zweite Wagen weiter nach Holzheim, während Weckhoven und Hoisten nur alle 90 bis 120 Minuten bedient wurden.
Ab 1954 verkehrten in Neuss die ersten zwei Gelenk-O-Busse (Wagen 106 und 107) Deutschlands. Dabei handelte es sich um 17,2 m lange Busse mit zweiachsigem Nachläufer, womit das Fahrzeug vier Achsen hatte. Der Hersteller des Fahrgestells war die Firma Henschel, den Aufbau besorgte die Firma Kässbohrer und die elektrische Ausrüstung kam von der Firma Kiepe aus Düsseldorf.
Nach der überraschenden Einstellung des O-Bus-Betriebes am 31. Dezember 1959 wurden die zwei Gelenkobusse nach Pforzheim verkauft, wo sie noch weitere zehn Jahre im Dienst standen.
Die fünf Solo-Wagen wurden 1960 verschrottet. Sie besaßen Fahrgestelle von der Firma Henschel, einfache Aufbauten von den Firmen Kässbohrer (Wagen 101–104) und Drauz (Wagen 105) mit zwei großen Schiebetüren und einer elektrischen Ausrüstung der Firma SSW.
Es wurden zeitweise auch Anhänger mitgeführt, die jedoch dem Omnibusbetrieb entliehen wurden und daher keine spezielle Anfertigung für den Obusbetrieb darstellten.

### Omnibus
Bereits 1913 war in einem Stadtführer zu lesen, dass fünfmal täglich Busse vom Drusushof in Neuss nach Lüttenglehn über Kreitz und Grefrath fuhren.
Bis zur Einstellung der Straßenbahn 1971 spielte jedoch der Bus im Stadtverkehr eine eher untergeordnete Rolle. So gab es nach der Stilllegung der Straßenbahnlinie 2 nach Kaarst im Jahr 1963 die Buslinie 2, die am früheren Depot Neusserfurth Richtung Kaarst startete. Außerdem gab es in Neuss eine Bus-Rundlinie mit der Nummer 8, die vom Omnibusbahnhof über Markt, Kapitelstraße, Rheydter Straße, Hauptfriedhof, Görresstraße, Preußenstraße (Städtische Krankenanstalten), Schorlemerstraße, Schillerstraße, Obererft und Selikumer Straße zum Omnibusbahnhof zurück führte und in beide Richtungen bedient wurde.
Bereits nach der Einstellung des Obusbetriebes zum Jahresende 1959 wurden die Linien 21, 22 und 23 durch die Buslinien 9, 10, 11 und 19 ersetzt und teilweise bis auf die umliegenden Ortschaften verlängert. Außerdem fuhren weitere Buslinien vom Depot Neusserfurth zum Handweiser in Düsseldorf-Heerdt (Linie 6), sowie vom Omnibusbahnhof nach Weckhoven über Gnadental (Linie 7) und je eine Buslinie nach Norf (Linie 12) und Üdesheim (Linie 5), welche parallel zur Straßenbahn fuhren.
Neuss war zudem an die Fernbuslinie 72 der Rheinbahn angeschlossen, die von Düsseldorf über Neuss nach Jülich fuhr und einige Zeit mit Anderthalbdeckerbussen bedient wurde. Auch zahlreiche Postbus- und Bahnbuslinien hatten in Neuss ihren Ausgangspunkt und erschlossen die umliegenden Ortschaften.
Mit Stand August 2020 betrieben die Stadtwerke Neuss dreizehn Omnibuslinien mit mehr als 300 Haltestellen in Neuss, Düsseldorf, Grevenbroich und Kaarst. Die insgesamt 83 Busse befördern auf einem rund 158 Kilometer langen Streckennetz fast 26 Millionen Fahrgäste im Jahr.
Mit dem Fahrplanwechsel am 6. Januar 2020 wurde das Linienkonzept der Taxi-Buslinie 857 geändert. Zwischen Hauptbahnhof und Hauptfriedhof wird nun im regulären Linienbetrieb gefahren, während der Abschnitt Hauptfriedhof und Bauerbahn weiterhin der Taxi-Bus übernimmt. Darüber hinaus wurde das Fahrplanangebot der Linie deutlich verbessert. Zum Fahrplanwechsel am 9. Januar 2023 wurde der Linienweg um den Abschnitt Hauptbahnhof – Zolltor erweitert, sodass die Linie nun auch den Innenstadtbereich bedient.
Seit dem 12. August 2020 betreibt die Stadtwerke Neuss im Rahmen einer zweijährigen Testphase gemeinschaftlich mit der Rheinbahn die neu eingeführte Schnellbuslinie SB53. Diese stellt montags bis freitags zwischen 6 und 20 Uhr eine Querverbindung zwischen den südlichen Neusser Stadtteilen her. Hierdurch wird das sonst sternförmig ausgerichtete Liniennetz ergänzt, sodass zeitweise mit Umstiegen verbundene Umwege über das Neusser Zentrum entfallen. Gleichzeitig wurde hierdurch die Universität Düsseldorf mit einer zusätzlichen Busverbindung, neben der bereits nach Norf fahrenden bestehenden BVR-Linie 827, besser an den Neusser Süden angebunden. Zur HVZ wird morgens und ab dem Nachmittag durchgehend bis Betriebsschluss der Linie im 30-Minuten-Takt gefahren. Zur übrigen NVZ wird im 60-Minuten-Takt gefahren.
| Linie | Linienweg |  |
| ----- | --- |  |
| 841   | Düsseldorf-Handweiser – Neusserfurth – Hbf – Stadthalle – Alexianerplatz – Gnadental – Norf – Allerheiligen – Rosellen – Rosellerheide, Seniorenzentrum (eine Fahrt nachts ab Rosellerheide weiter bis Neuss-Helpenstein; 3 Fahrten sonntags früh als Taxibus 841T) |  |
| 842   | Rheinpark-Center – Landestheater – Hbf – Jülicher Landstr. – Lukaskrankenhaus (zeitweise als Taxibus 842T) |  |
| 843   | (HVZ: Kaarst, Hoferhof -) Neusserfurth – Hbf – Friedr.-Ebert-Platz – Reuschenberg – Holzheim – Skihalle – Grefrath, Stephanusstr. (eine Fahrt mo–fr morgens ab Hoferhof weiter bis Kaarst, Maubisstr.; drei Fahrten sonntags früh als Taxibus 843T)                 |  |
| 844   | (HVZ: Kaarst, Hoferhof -) Neusserfurth – Hbf – Friedr.-Ebert-Platz – Reuschenberg – Weckhoven – Hoisten Schleife (3 Fahrten sonntags früh als Taxibus 844T) |  |
| 848   | Joh.-Etienne-Krankenhaus – Hbf – Friedr.-Ebert-Platz – Pomona – Lukaskrankenhaus (3 Fahrten sonntags früh als Taxibus 848T) |  |
| 849   | Lukaskrankenhaus – Hauptfriedhof – Hbf – Stadthalle – Alexianerplatz – Gnadental – Erfttal, Blankenheimer Str. (3 Fahrten sonntags früh als Taxibus 849T) |  |
| 850   | Uedesheim – Elvekum – Allerheiligen (– Norf) (Normaler Linienbetrieb nur mo-fr im Schülerverkehr und zur HVZ; sonst als Taxibus 850T; Für den Schülerverkehr werden morgens 2 Fahrten bis Norf Südstr. verlängert sowie nachmittags 4 Fahrten in Gegenrichtung)     |  |
| 851   | Kaarst, Elchstr., Schleife – Neusserfurth – Hbf – Stadthalle – Alexianerplatz – Gnadental – Grimlinghausen – Taubental – Uedesheim, Deichstr. |  |
| 852   | Kaarst, Lange Hecke – Neusserfurth – Hbf – Stadthalle – Alexianerplatz – Gnadental – Grimlinghausen – Derikum – Norf, Ulmenallee |  |
| 854   | Vogelsang, Böhmerstr. – Römerstr. – Hbf – Stadthalle – Alexianerplatz – Gnadental – Selikum – Reuschenberg – Weckhoven, Bernh.-Letterhaus-Str. |  |
| 857   | Zolltor – Hbf – Klever Str. – Alter Friedhof – Hauptfriedhof und zurück (über Görresstr.) |  |
| 857T  | Hauptfriedhof – Bauerbahn |  |
| 858   | Grevenbroich-Elsen, Auf dem Griessen – Wevelinghoven – Kapellen – Autobahn (A46) – Friedr.-Ebert-Platz – Neuss, Stadthalle |  |
| SB53  | NE-Moselstr./Stadtwerke – Reuschenberg – Weckhoven, Lindenplatz – Hoisten Schleife – Rosellen – Allerheiligen – Uedesheim, Gewerbegebiet – Autobahn (A46) – Düsseldorf Universität – Düsseldorf Südpark (zusammen mit Rheinbahn)                                    |  |

Geplant ist, eine Linienwegsänderung der Buslinien 848 und 849 durchzuführen, dabei soll die Linie 848 nun als Ringlinie zwischen dem Lukaskrankenhaus und dem Hauptbahnhof fungieren. Da seitens der Bürger in Erfttal mehrfach der Wunsch geäußert wurde, eine direkte Verbindung zur Neusserfurth herzustellen überlegt man nun, die bestehende Buslinie 849 nicht wie bisher am Lukaskrankenhaus enden zu lassen, sondern am Johanna-Etienne-Krankenhaus. Damit wäre die Anbindung des Johanna-Etienne-Krankenhauses an den ÖPNV wieder gewährleistet und die Bürger des Stadtteils Erfttal könnten nun ohne Umsteigen bis zur Neusserfurth fahren.
Ebenfalls geplant ist, die heutige Linie 844 bis zum S-Bahn-Haltepunkt Norf zu verlängern, damit wäre die Erreichbarkeit des Gymnasiums Norf und des S-Bahn-Haltepunktes in Norf aus dem Raum Weckhoven/Hoisten verbessert und dem Bürgerwunsch würde somit entsprochen.
Vorgesehen zur Verbesserung der Anbindung der Gewerbegebiete Im Taubental und Hammfeld an den ÖPNV sind zwei neue Buslinien. Es soll eine Buslinie von der jetzigen Endhaltestelle der 852 in Norf über das Gewerbegebiet Im Taubental, Grimlinghausen, Gnadental entlang des Hafenbeckens I bis zum Hauptbahnhof entstehen. Die zweite Linie soll dem Lauf von Schulzentrum, Friedr.-Ebert-Platz, Alexianerplatz, Hammfeld bis hin zum S-Bahn-Haltepunkt Rheinpark-Center folgen. Damit wäre eine zusätzliche Anbindung des Hammfeldes außer der Straßenbahnlinie entsprochen.
Dieser Wunsch wurde jedoch schon teilweise in der Änderung des Linienverlaufs der BVR-Linie 874 berücksichtigt, sodass diese seit Fahrplanwechsel, Anfang Januar 2013, die neu eingerichteten Bushaltestellen Langemarckstr., Finanzamt und Anton-Kux-Str. im Hammfeld bedient, wenn auch meist nur stündlich. Weiterer Anbindungsbedarf des Hammfeldes wird seitens der swn jedoch nicht festgestellt, man verweist hierbei auf die 1991 eingeführte Buslinie:
845 Klever Str. – Zentrum – Hammfelddamm – Rheinpark-Center (60-Minuten-Takt)
Diese wurde aufgrund mangelnder Fahrgastnachfrage im Jahr 1993 aufgegeben. Bis jetzt habe sich keine größere Nachfrage nach neuen ÖPNV-Angeboten in diesem Gebiet entwickeln können.

### Nachtbuslinien
Die Stadtwerke Neuss führten im Januar 2012 zum ersten Mal sechs Nachtbuslinien ein, um an Wochenenden und vor Feiertagen auch den Bürgern in Neuss ein erweitertes Fahrangebot zu bieten.
| Linie | Linienweg |
| ----- | --- |
| NE1   | Hauptbahnhof – ZOLLTOR – Stadthalle – Alexianerplatz – Gnadental – Derikum – Norf – Rosellen – Rosellerheide – GV Pfannenschuppen – Neuss Speck/Helpenstein |
| NE2   | Hauptbahnhof – ZOLLTOR – Friedr.-Ebert-Platz – Neuss Süd – Pomona – Reuschenberg – Holzheim Bf. – Skihalle – Grefrath, Stephanusstr.                        |
| NE3   | Grefrath – Skihalle – Holzheim Bf. – Reuschenberg – Pomona – Schulzentrum – Friedr.-Ebert-Platz – ZOLLTOR – Hauptbahnhof – Vogelsang, Böhmerstr.            |
| NE4   | Stadthalle – ZOLLTOR – Hauptbahnhof – Neusserfurth – Kaarst Hoferhof – Kaarst, Maubisstr.                                                                   |
| NE5   | Hauptbahnhof – ZOLLTOR – Stadthalle – Alexianerplatz – Gnadental – Grimlinghausen – Taubental – Uedesheim, Deichstr.                                        |
| NE6   | Hauptbahnhof – ZOLLTOR – Stadthalle – Alexianerplatz – Gnadental – Selikum – Reuschenberg – Weckhoven – Hoisten Schleife                                    |

Die Nachtexpresslinien treffen an ihren Fahrtagen um 1:05 Uhr, 2:05 Uhr und 3:05 Uhr an der Sammelhaltestelle Zolltor ein. Von dort erfolgt die Weiterfahrt nach 5 Minuten Wartezeit.
Seit dem Sommerfahrplanwechsel 2017 ist es möglich mit den Nachtexpressen NE1 und NE3 – NE6 wieder Stadteinwärts zu fahren. Dies erfolgt mit einer Direktfahrt von der Endhaltestelle zum Hauptbahnhof bzw. zur Stadthalle. Auf der Linie NE2 entfällt dieser Service, da diese Leistung von der Linie NE3 übernommen wird.

## Fuhrpark
Nachdem die Stadtwerke Neuss lange Zeit hauptsächlich auf Modelle des Busherstellers Kässbohrer Setra gesetzt hatte (SG 180 S, S 215 SL, SG 219 SL, S 300 NC, …), waren die ersten Niederflur-Gelenkbusse des Typs Mercedes-Benz O 405 GN2; gleichzeitig (ab 1997) befanden sich auch die ersten Mercedes-Benz O 405 N2 im Fuhrpark. Mit diesen änderte sich auch die Lackierung von gelb/weiß auf das rot/weiße „StadtLinie“-Design, das die SWN immer noch verwendet.
Anfang der 2000er gab MAN bei den Stadtwerken Neuss ein Comeback: Nach den MAN SL 200 in den 1980er Jahren wurden nun Busse vom Typ MAN NL 223 und MAN NG 263 bei der SWN eingeführt.
Im Sommer 2003 debütierte der Mercedes-Benz Citaro G in Neuss. Erwähnenswert ist, dass die Gelenkbusse anfangs kurz weiß lackiert im Einsatz waren. Sie ersetzen später die letzten Setra-Hochflurbusse im Fuhrpark. In einer zweiten Bestellung kaufte man dann auch Citaro Solobusse ein.
Die swn beschaffte nur wenige Solo-Exemplare vom Typ MAN Lion’s City, sodass deren Einsatz auf die Linien 842, 850 und 858 beschränkt bleibt.
Im August 2008 und 2009 wurden zwei Bestellungen Mercedes-Benz Citaro G geliefert, der letzte Bus dieser beiden Bestellungen wurde den Stadtwerken Neuss als 66. Mercedes-Benz-Bus seit 1997 übergeben.
Seit Anfang August 2011 hat die Stadtwerke Neuss als erster Verkehrsbetrieb am Niederrhein sieben Solaris Hybrid-Gelenkbusse im Einsatz. Außerdem finden sich 19 reine Diesel-Gelenkbusse des Typs Urbino 18 von Solaris im Fuhrpark.
Seit Mitte 2013 haben die Stadtwerke Neuss 18 Gelenkbusse Mercedes-Benz Citaro 2 bekommen. Im Gegenzug sind die letzten MAN NG 263 abgestellt worden. Vier Citaro 2 Solobusse ersetzten die letzten MAN NL 223.

## Bäder und Eissporthalle

### Schwimmbäder
Die Neusser Bäder und Eissporthalle GmbH (NBE), eine Tochtergesellschaft der Stadtwerke Neuss, betreiben momentan drei Schwimmbäder. Im Neusser Norden befindet sich das Nordbad, welches neben einem Hallenbad auch ein Freibad und eine Sauna bietet und seit dem 13. Mai 2007 umgebaut wird. Die Wiedereröffnung war für die zweite Jahreshälfte 2009 geplant. In der Innenstadt wird das Stadtbad, das 2006 modernisiert wurde, betrieben.
Im Süden von Neuss wurde das Südbad renoviert. Der Nichtschwimmerbereich und die Rutsche des Südbad-Freibades wurden abgerissen. Die Neueröffnung erfolgte am 20. Januar 2007 nach rund zweijähriger Bauzeit. Das südbad-Hallenbad verfügt über ein Kombibecken mit einfahrbarer Überdachung und ein Außenbecken, das ganzjährig genutzt werden kann.

### Eissporthalle
Die Eissporthalle im Südpark bietet eine 30 mal 60 Meter lange Eislaufbahn, die während der insgesamt 14 Eislaufzeiten von jedem befahren werden kann. Hier spielt auch in der Wintersaison der Neusser Eishockeyverein.

## Wirtschaftliche Kennzahlen
Die aktuellen wirtschaftlichen Kennzahlen ergeben sich aus den Konzernbilanzen:
| Kenngröße                                    | 2014    | 2013    | 2012    | Einheit      |
| -------------------------------------------- | ------- | ------- | ------- | ------------ |
| Bilanzsumme                                  | 293.200 | 299.344 | 294.418 | Tausend Euro |
| Anlagevermögen                               | 186.100 | 187.588 | 176.122 | Tausend Euro |
| Umsatzerlöse gesamt                          | 207.877 | 220.696 | 216.020 | Tausend Euro |
| – davon Energie                              | 167.718 | 178.935 | 172.554 | Tausend Euro |
| – davon Verpachtung Stromnetz                | 13.279  | 16.086  | 16.342  | Tausend Euro |
| – davon Bäder, Eissporthalle                 | 5.846   | 5.526   | 5.310   | Tausend Euro |
| – davon Busbetrieb                           | 19.017  | 18.192  | 17.620  | Tausend Euro |
| Ergebnis der gewöhnlichen Geschäftstätigkeit | 19.158  | 21.192  | 20.976  | Tausend Euro |
| Arbeitnehmer                                 | 491     | 476     | 473     | Personen     |